# Једноипоручни мач
Једноипоручни мач (познат под називом бастардни мач јер се могао водити једном и обема рукама, одатле бастард, мешанац) је врста дугог мача која је настала у касном средњем веку. Историјски исправан назив је само дугачки мач, шта понекад доводи до недоумица пошто се у дугачке мачеве броје и тешки дворучни мачеви. Међутим, дугачки мач је дефиниција за мачеве који су били дужи од уобичајних мачева тог времена, тј. једноручних. 
Једноипоручни мачеви настају у каснијем средњем веку као нов облик дугачких мачева, прилагођени из борби са тешким челичним оклопима у којима су се ретко користили штитови, при чему су били потребни измењени мачеви и нове, развијеније мачевалачке технике. До тад најчешћи облик мачева био је једноручни мач, који се водио једном руком, док се другом руком држао штит или узда на коњу итд. Једноипоручни мачеви (дужина сечива 75-110 cm, обично око 105 cm) били су дужи од једноручних (40-80 cm, понекад и метар), али краћи и лакши од тешких дворучних мачева (120-150 cm, неки и по два метра, мада су ово били више мачеви за показивање него за борбу), и могли су се водити једном и обема рукама. Извори говоре да су се технике изводиле обично обема рукама, због чега се често класификују као дворучни мачеви, а са обе руке биле су изводљиве боље технике у односу на раније једноручне или тешке дворучне мачеве.
У исто време настају мачевалачке школе широм хришћанске Европе, такозване gladiatores, од којих се у најбоље броји такозвана немачка школа. Немачка школа имала је прилично сродне технике са јапанским кенџуцу стиловима карори и кашима, а поред мачевалачких техника вежбало се и рвање или борба са једним дугачким и једним краћим мачем или ножем, нпр. једноипоручни и дусак или сабља. Легендарна витешка школа Стефана Лазаревића која се помиње у појединим изворима можда је била једна таква мачевалачка школа. У то време, пак, у Србији јавља се једноипоручни словенски мач или скијавонеска.
Са развијањем ватреног оружја где се, као последицом, из употребе губе оклопи (мада је добар оклоп могао да издржи испаљени метак још у XVI веку), нестају и тешки и дугачки мачеви као и буздовани, ратне секире итд., а на њихово место ступиле су сабље, флорети и други лаки мачеви. Тиме се изгубила и традиција старих европских борилачких техника, док су у понеким крајевима разне технике адаптиране у народне борбе са штапом као нпр. у хого до пау.